# Rymdteleskop

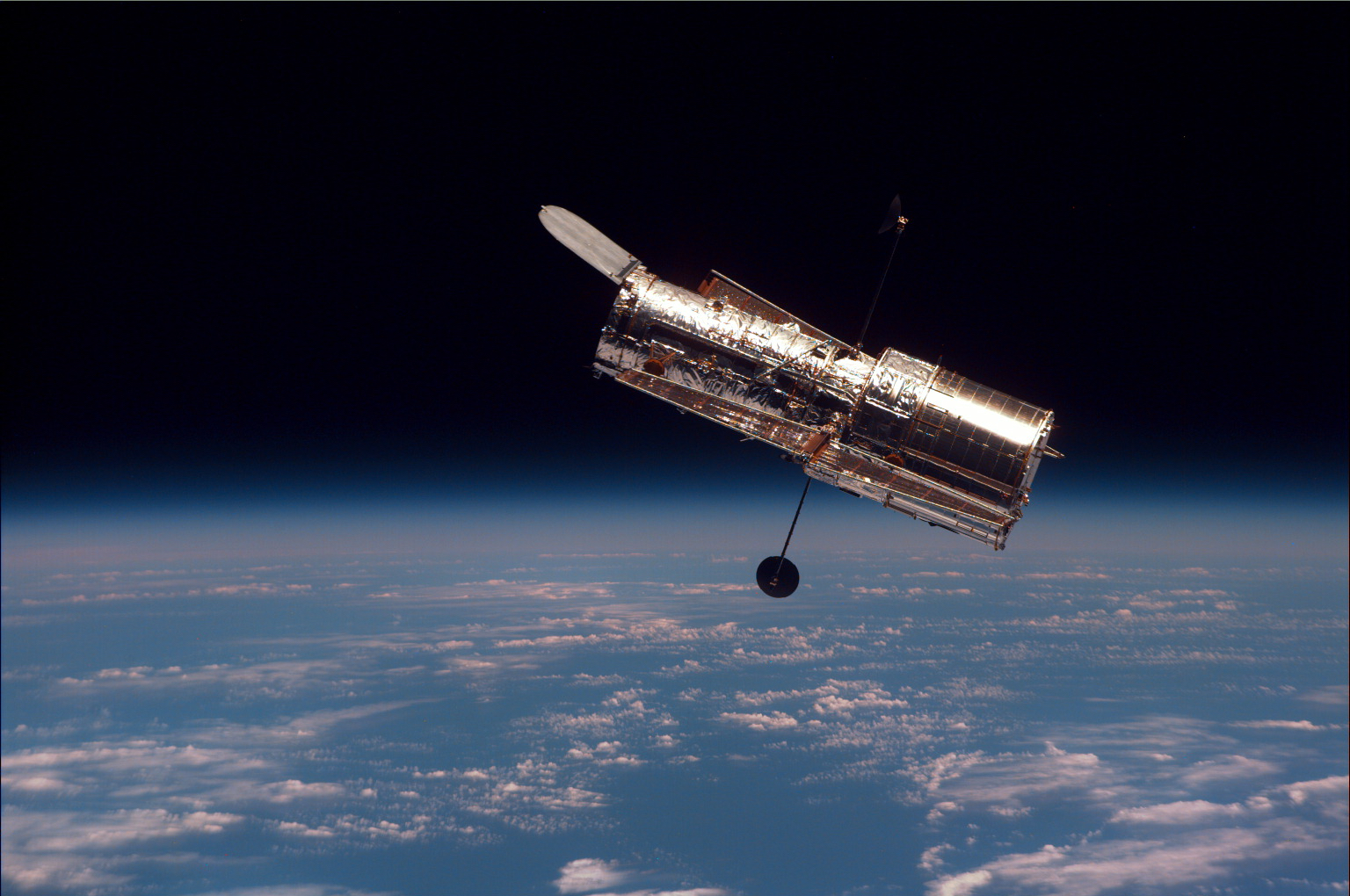
Hubble, troligen det mest kända rymdteleskopet.

Med rymdteleskop avses oftast astronomiska teleskop som till skillnad från jordbaserade teleskop placerats i rymden. Det mest kända teleskopet är rymdteleskopet Hubble, vilket efter att det tagits i bruk inneburit stora framgångar främst för den optiska astronomin.

## Fördelar jämfört med jordbaserade teleskop
Den mest uppenbara fördelen med rymdteleskop är att man kan observera strålningstyper som absorberas kraftigt när de passerar jordens atmosfär, framförallt röntgenstrålning och ultraviolett ljus. Andra fördelar är att rymdteleskop inte störs av ljusföroreningar eller av termisk turbulens.
Effekten av termisk turbulens kan numera undvikas genom att använda adaptiv optik eller kalibrera mot lasergenererade artificiella stjärnor. Jordbaserade teleskop kan också, med rimlig kostnad, byggas med betydligt större diameter och därmed vara betydligt mer effektiva på att samla upp inkommande ljus. 

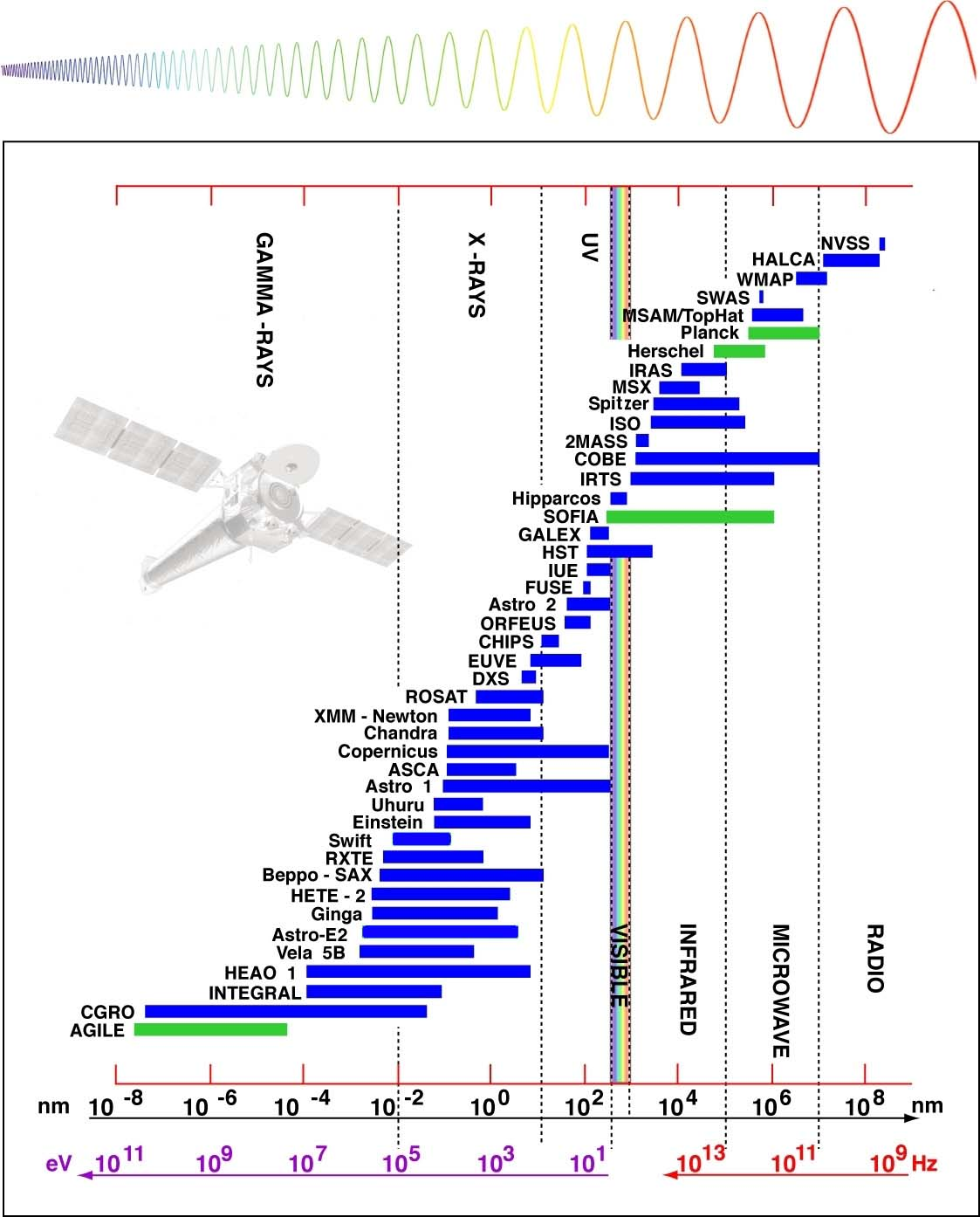
Rymdteleskop och deras arbetsområden

## Rymdbaserade teleskop i jakten på jordliknande planeter

### Spitzerteleskopet
Spitzerteleskopet är ett teleskop i samma anda som Hubble-teleskopet fast Spitzer ser världen med andra ögon än vad Hubble gör. Spitzer kollar på den infraröda strålning stjärnor och planeter utstrålar. Fördelen med ett infrarött teleskop är att en stjärnas glans inte är fullt så skarp i infrarött som den är i synligt ljus. Man ser även planeter bättre i ett infrarött teleskop. Spitzer var det första teleskopet som tog en bild av en planet direkt. Dessutom har Spitzer genom att undersöka bråtet runt stjärnorna, upptäckt ett asteroidbälte kring stjärnan HD 69830. Asteroidbältet ligger ungefär på samma avstånd som Venus. Man tror att en planet i jordens storlek håller bältet på plats. Anledningen till att Spitzer är ett rymdteleskop och inte ett markbaserat teleskop är att jordens atmosfär inte släpper igenom infraröd strålning. För att teleskopet inte ska värmas av jorden placerades det så att det går i jordens fotspår, teleskopet är också kraftigt nedkylt så att det inte själv ska avge någon värmestrålning.

### Keplerteleskopet
Keplerteleskopet sköts upp den 7 mars 2009. Under hela sin livstid ska Kepler fokusera på ett område av ungefär samma storlek som om du sträcker upp din hand mot stjärnhimmlen. Att kunna bevaka ett sånt stort område är en absolut förutsättning för att Kepler ska kunna leverera några resultat. Kepler tittar nämligen efter passager. Eftersom Kepler ser ut över ett sånt stort område lär den hitta någon planet man denna metod är osäker. Detta hade man inte kunnat göra på jorden på grund av att man måste se på fläck på himmelen dag ut och dag in.

### SIM PlanetQuest
SIM PlanetQuest ligger lite längre in i framtiden än Kepler. Man har tänkt sig en uppskjutning 2011. Precis som Keck-teleskopen använder sig SIM av interferometri. Men trots att SIM är mindre än Keck kan interferometrin användas till sin fulla potential då den slipper atmosfärens störande effekter. SIM kommer att iaktta en stor mängd utvalda stjärnor över hela himlavalvet, det kan inte Keck, därför är SIM bättre än Keck.

### Terrestrial Planet Finder (TPF)
Ett par år senare in i framtiden kommer Terrestrial Planet Finder att skjutas upp. TPF kommer bestå av två olika observatorier, de är tänkta att komplettera varandra. Tillsammans ska de ge en komplett bild av planeter i andra solsystem.

#### TPF-C
Den första av de två sonderna är en koronagraf för synligt ljus, som enligt tidsplanen skjutas ut i rymden år 2014. En koronagraf är ett instrument som blockerar ljuset från en stjärna så att objekt i direkt anslutning till stjärnan inte ska försvinna i den intensiva strålglansen.

#### TPF-I
Ungefär fem år efter TPF-C kommer en infraröd interferometer. Att man använder interferometri är att flera infraröda teleskop kan sammankopplas och bilda ett större teleskop. TPF-I kommer bestå av fyra infraröda teleskop och en modul som samlar ihop och slår samman ljuset från dessa teleskop. Just nu håller man på att forska om hur man ska kunna placera teleskopen så de står i exakt samma position hela tiden.